# 微軟雅黒
微軟雅黒（簡体字: 微软雅黑; 拼音: Wēiruǎn Yǎhēi、英語: Microsoft YaHei）は、Microsoft Windowsに標準で搭載されている簡体字中国語フォントである。北大方正電子有限公司（Beijing Founder Electronics Co. Ltd.）によって開発され、モノタイプ・イメージング社の手で微調整が施されている。OpenType規格でゴシック体に属し、ClearTypeに対応している。Vista以降のWindowsに標準搭載され、簡体字中国語環境においてデフォルトフォントとなっている。

## 構成
このフォントはGB 18030をサポートするため、 UnicodeのCJK統合漢字とCJK統合漢字拡張Aの全漢字2万7496字と、中国国家標準化管理委員会が追加した約80字の漢字を含み、GB 2312の簡体字をはじめとする文字のほか、Big5の繁体字もカバーする。
初期バージョンでは通常のウェイト（太さ）のレギュラーと太字のボールドとで構成され、TTF形式であった。2012年のWindows 8でユーザインタフェース用の「Microsoft YaHei UI」が追加された。2013年、Windows 8.1に附属したバージョン6.14（ボールドはバージョン6.12）に細字のライト（バージョン1.01）が加わり、TTC形式に変更された。2017年のWindows 10 Fall Creators Updateで、大きな変更が加えられた。更新版となるバージョン6.25（ライトはバージョン6.23）では中国語の句読点類（標点符号）の位置とフォントヒンティングの調整が行われ、通用規範漢字表に対応するために漢字が199字追加された。